# Thomas Neville (mort en 1542)
Pour les articles homonymes, voir Thomas Neville.
Sir Thomas Neville, né en 1484 au plus tard et mort le 29 mai 1542, est un juriste et homme politique anglais proche du roi Henri VIII.

## Biographie
Il est le cinquième fils de George Neville, 4e baron Bergavenny. Avocat membre de Gray's Inn à Londres, il est juge de paix pour les comtés du Kent, du Surrey et du Sussex de 1512 jusqu'à sa mort, ainsi que du Middlesex à partir de 1514. Les débuts de sa carrière parlementaire sont inconnus mais il est membre du Conseil privé d'Henri VII puis d'Henri VIII. En février 1515 il est élu président (speaker) de la Chambre des communes ; Henri VIII le fait chevalier le jour-même, en présence des membres rassemblés des deux chambres du Parlement, « une marque de distinction apparemment sans précédent ». Son exercice de la présidence au cours des mois qui suivent se déroule à la satisfaction du roi, dont il conserve la faveur. 
Membre assidu du Conseil privé de 1516 à 1527, il siège simultanément à la Chambre étoilée (haute cour de justice) et à la Cour des requêtes (en) chargée de délivrer une justice abordable et rapide aux pauvres selon les principes de l'équité. Il est également conseiller juridique pour la reine Catherine. Il soutient activement la politique de dissolution des monastères que mène le roi. Mort en 1542, il est inhumé à l'église de Mereworth.